# Леонид Јенгибаров
Леонид Георгиевич Јенгибаров (јерм. Լեոնիդ Ենգիբարյան, рус. Леонид Георгиевич Енгибаров, 15. март 1935—25. јул 1972.) био је совјетски кловн и глумац.

## Биографија
Леонид Јенгибаров рођен је у Москви од оца Јерменина и мајке Рускиње. Каријеру је започео као боксер. 1955. године придружио се Државној школи за циркуску уметност, на катедри за кловновство. Дипломирао је Циркуску школу са вештинама у жонглирању, акробатици и одржавању равнотеже на рукама. Након дипломирања 1959. преселио се у Јереван и придружио се Јерменском државном циркусу.
Био је један од првих совјетских кловнова који је створио поетску, интелектуалну кловнарију, која је посматраче терала на размишљање, а не само на смех. Леонид Јенгибаров, "кловн с тужним очима", направио је револуцију у овој врсти уметности увођењем лирских тонова у традиционално зевзечење и гротескне секвенце.